# Feeridium woodruffi
Feeridium woodruffi là một loài bọ cánh cứng trong họ Bọ hung (Scarabaeidae).